# Canottaggio ai Giochi della XXVIII Olimpiade
Le competizioni si sono svolte al Schinias Olympic Rowing and Canoeing Centre dal 14 al 22 agosto 2004.

## Podi

### Uomini
| Evento                                | Oro | Perform. | Argento | Perform. | Bronzo | Perform. |
| Singolo (dettagli)                    | Norvegia Olaf Tufte | 6:49.30  | Estonia Jüri Jaanson | 6:51.42  | Bulgaria Ivo Yanakiev | 6:52.80  |
| Due di coppia (dettagli)              | Francia Sébastien Vieilledent Adrien Hardy                                                                                        | 6:29.00  | Slovenia Luka Špik Iztok Čop | 6:31.72  | Italia Rossano Galtarossa Alessio Sartori                                                                                                | 6:32.93  |
| Due di coppia pesi leggeri (dettagli) | Polonia Tomasz Kucharski Robert Sycz                                                                                              | 6:20.93  | Francia Frédéric Dufour Pascal Touron | 6:21.46  | Grecia Vasileios Polymeros Nikolaos Skiathitīs                                                                                           | 6:23.23  |
| Due senza (dettagli)                  | Australia Drew Ginn James Tomkins                                                                                                 | 6:30.76  | Croazia Siniša Skelin Nikša Skelin | 6:32.64  | Sudafrica Donovan Cech Ramon di Clemente                                                                                                 | 6:33.40  |
| Quattro di coppia (dettagli)          | Russia Nikolaj Spinëv Igor' Kravcov Aleksej Svirin Sergej Fedorovcev                                                              | 5:56.85  | Rep. Ceca David Kopřiva Tomáš Karas Jakub Hanák David Jirka | 5:57.43  | Ucraina Serhij Hryn Serhij Bilouščenko Oleh Lykov Leonid Šapošnikov                                                                      | 5:58.87  |
| Quattro senza (dettagli)              | Gran Bretagna Steve Williams James Cracknell Ed Coode Matthew Pinsent                                                             | 6:06.98  | Canada Cameron Baerg Thomas Herschmiller Jake Wetzel Barney Williams                                                                                                | 6:07.06  | Italia Lorenzo Porzio Dario Dentale Luca Agamennoni Raffaello Leonardo                                                                   | 6:10.41  |
| Quattro senza pesi leggeri (dettagli) | Danimarca Thor Kristensen Thomas Ebert Eskild Ebbesen Stephan Mølvig                                                              | 5:56.85  | Australia Glen Loftus Anthony Edwards Ben Cureton Simon Burgess | 5:57.43  | Italia Lorenzo Bertini Catello Amarante Salvatore Amitrano Bruno Mascarenhas                                                             | 5:58.87  |
| Otto (dettagli)                       | Stati Uniti Jason Read Wyatt Allen Chris Ahrens Joseph Hansen Matt Deakin Dan Beery Beau Hoopman Bryan Volpenhein Peter Cipollone | 5:42.48  | Paesi Bassi Matthijs Vellenga Gijs Vermeulen Jan-Willem Gabriëls Daniël Mensch Geert-Jan Derksen Gerritjan Eggenkamp Diederik Simon Michiel Bartman Chun Wei Cheung | 5:43.75  | Australia Stefan Szczurowski Stuart Reside Stuart Welch James Stewart Geoff Stewart Boden Hanson Mike McKay Stephen Stewart Michael Toon | 5:45.38  |

### Donne
| Evento                                | Oro | Perform. | Argento | Perform. | Bronzo | Perform. |
| Singolo (dettagli)                    | Germania Katrin Rutschow-Stomporowski | 7:18.12  | Bielorussia Ekaterina Karsten | 7:22.04  | Bulgaria Rumyana Neykova | 7:23.10  |
| Due di coppia (dettagli)              | Nuova Zelanda Georgina Evers-Swindell Caroline Evers-Swindell                                                                              | 7:01.79  | Germania Peggy Waleska Britta Oppelt | 7:02.78  | Gran Bretagna Sarah Winckless Elise Laverick | 7:07.58  |
| Due di coppia pesi leggeri (dettagli) | Romania Constanța Burcică Angela Alupei | 6:56.05  | Germania Daniela Reimer Claudia Blasberg                                                                                                | 6:57.33  | Paesi Bassi Kirsten van der Kolk Marit van Eupen | 6:58.54  |
| Due senza (dettagli)                  | Romania Georgeta Damian Viorica Susanu | 7:06.56  | Gran Bretagna Katherine Grainger Cath Bishop                                                                                            | 7:08.66  | Bielorussia Yuliya Bichyk Natallia Helakh | 7:09.36  |
| Quattro di coppia (dettagli)          | Germania Kathrin Boron Meike Evers Manuela Lutze Kerstin El Qalqili                                                                        | 6:29.29  | Gran Bretagna Alison Mowbray Debbie Flood Frances Houghton Rebecca Romero                                                               | 6:31.26  | Australia Dana Faletic Rebecca Sattin Amber Bradley Kerry Hore                                                                                            | 6:34.73  |
| Otto (dettagli)                       | Romania Rodica Florea Viorica Susanu Aurica Bărăscu Ioana Papuc Liliana Gafencu Elisabeta Lipă Georgeta Damian Doina Ignat Elena Georgescu | 6:17.70  | Stati Uniti Kate Johnson Samantha Magee Megan Dirkmaat Alison Cox Caryn Davies Laurel Korholz Anna Mickelson Lianne Nelson Mary Whipple | 6:19.56  | Paesi Bassi Froukje Wegman Marlies Smulders Nienke Hommes Hurnet Dekkers Annemarieke van Rumpt Annemiek de Haan Sarah Siegelaar Helen Tanger Ester Workel | 6:19.85  |

## Medagliere
| Posizione | Paese         | Oro | Argento | Bronzo | Totale |
| --------- | ------------- | --- | ------- | ------ | ------ |
| 1         | Romania       | 3   | 0       | 0      | 3      |
| 2         | Germania      | 2   | 2       | 0      | 4      |
| 3         | Gran Bretagna | 1   | 2       | 1      | 4      |
| 4         | Australia     | 1   | 1       | 2      | 4      |
| 5         | Francia       | 1   | 1       | 0      | 2      |
| 5         | Stati Uniti   | 1   | 1       | 0      | 2      |
| 7         | Danimarca     | 1   | 0       | 0      | 1      |
| 7         | Nuova Zelanda | 1   | 0       | 0      | 1      |
| 7         | Norvegia      | 1   | 0       | 0      | 1      |
| 7         | Polonia       | 1   | 0       | 0      | 1      |
| 7         | Russia        | 1   | 0       | 0      | 1      |
| 12        | Paesi Bassi   | 0   | 1       | 2      | 3      |
| 13        | Bielorussia   | 0   | 1       | 1      | 2      |
| 14        | Canada        | 0   | 1       | 0      | 1      |
| 14        | Croazia       | 0   | 1       | 0      | 1      |
| 14        | Rep. Ceca     | 0   | 1       | 0      | 1      |
| 14        | Estonia       | 0   | 1       | 0      | 1      |
| 14        | Slovenia      | 0   | 1       | 0      | 1      |
| 19        | Italia        | 0   | 0       | 3      | 3      |
| 20        | Bulgaria      | 0   | 0       | 2      | 2      |
| 21        | Grecia        | 0   | 0       | 1      | 1      |
| 21        | Sudafrica     | 0   | 0       | 1      | 1      |
| 21        | Ucraina       | 0   | 0       | 1      | 1      |
| Totale    | Totale        | 14  | 14      | 14     | 123    |